# Citizen Ruth
Citizen Ruth är en amerikansk långfilm från 1996 i regi av Alexander Payne, med Laura Dern, Swoosie Kurtz, Kurtwood Smith och Mary Kay Place i rollerna. Filmen var Alexander Paynes debut som filmregissör.

## Handling
Berättelsen är en politisk satir över abortfrågan i USA. Den oansvariga och arbetslösa Ruth Stoops (Laura Dern) blir gravid för femte gången. Hon blir arresterad för sitt missbruk av diverse hushållskemikalier, men domaren lovar att sänka hennes straff om hon genomför en abort. Snart börjar både sidorna för och mot rätten till abort att slita i henne, men de är inte intresserade av henne som person, bara hur hon kan användas som propaganda.

## Rollista
| Laura Dern     | – Ruth Stoops         |
| Swoosie Kurtz  | – Diane Siegler       |
| Kurtwood Smith | – Norm Stoney         |
| Mary Kay Place | – Gail Stoney         |
| Kelly Preston  | – Rachel              |
| M.C. Gainey    | – Harlan              |
| Kenneth Mars   | – Dr. Charlie Rollins |
| David Graf     | – Domare Richter      |
| Kathleen Noone | – Sjuksköterskan Pat  |
| Tippi Hedren   | – Jessica Weiss       |
| Burt Reynolds  | – Blaine Gibbons      |
| Alicia Witt    | – Cheryl Stoney       |
| Diane Ladd     | – Ruths mamma         |

## Mottagande
Filmen floppade på bio och spelade bara in 285 112 US-dollar. Kritikerna var mer positiva. Roger Ebert gav filmen 3 av 5 och ansåg att de satiriska punkterna fungerade väl, men eftersom alla rollfigurerna är så osympatiska förlorar tittarna någon att riktigt heja på. Han förklarade även varför filmen hade svårt att nå en större publik, helt enkelt för att den förolämpar alla med åsikter om abort:
| ” | At a time when almost every film has a "market" in mind, here is a movie with a little something to offend anyone who has a strong opinion on abortion. | „ |